# 安氏野鯪
安氏野鯪，為輻鰭魚綱鯉形目鯉科的其中一個種。分布於非洲安哥拉及納米比亞淡水溪流，喜歡留動的水，體長可達25公分，可做為食用魚。

## 扩展阅读
維基物種上的相關：安氏野鯪